# Liyakat Medaille
De Liyakat Medaille of "Liyakat Madalyası", werd in zilver verleend. De medaille was een Osmaanse onderscheiding voor verdienste. De gouden en zilveren medailles werden na 1905 ook aan dames verleend. Men verleende de medaille aan soldaten tijdens de oorlogen, maar ook leraren, leidinggevenden in moskeeën en lagere ambtenaren die geen ridderorde waardig werden geacht ontvingen deze medaille.
Men droeg de door Abdülhamit II in 1890 gestichte medaille aan een rood lint met twee groene strepen op de linkerborst. De kleuren rood en groen zijn voor de mohammedanen de kleuren van de oorlog en het paradijs.
De medaille heeft een diameter van 37 millimeter en draagt op de voorzijde een afbeelding van het grote Ottomaanse wapen. Rond het wapen staat, in het Turks, "Medaille van Verdienste speciaal voor hen die trouw en moed toonden". Ook de tughra van de sultan is afgebeeld. Het was ongebruikelijk om het portret van de keizer op medailles af te beelden.
De gekalligrafeerde tekst op de keerzijde verklaart dat de medaille is voor "zij die trouw en moed aan het Ottomaanse Rijk hebben betoond". Op het opengelaten deel daaronder is ruimte voor een inscriptie met een naam. De datum "1308", in Europese jaartelling is dat 1890, staat onder op de keerzijde.
De medaille is met een eenvoudige gesp met het lint verbonden. De gespen zijn van zilver en komen daarin overeen met de medailles. Soms is op het lint een draaggesp aangebracht waarmee het dubbelgevouwen lint bijeen wordt gehouden en waarmee men de decoratie op de borst kon vastmaken.
In de Eerste Wereldoorlog werd het lint met een zilveren of gouden gesp met het jaartal 1333 en twee gekruiste sabels voorzien.
De zilveren medailles waren minder in aanzien dan de gouden Medaille van de Orde van de Eer die aan de dapperste soldaten en de bekwaamste officieren werd toegekend. De onderscheiding werd ook minder hoog geacht dan de andere dapperheidsonderscheidingen zoals de IJzeren Halve Maan.
De voorzijde van de Liyakat Medaille is een kleinere uitvoering van de Medaille van de Orde van de Eer. De medaille is maar 25 millimeter in doorsnede waar de Medaille van de Orde van de Eer 37 millimeter meet.
Bijzonder was dat men de medaille na de dood van een drager niet alleen mocht houden, maar dat de zonen hem ook mochten dragen.
Men heeft de Liyakat Medaille in grote aantallen verleend aan de Duitse soldaten die onder maarschalk Otto Liman v. Sanders (1855-1929) aan Turkse zijde streden. Van dit Duitse hulpkorps dat 25000 man telde zijn 5000 soldaten gesneuveld in de felle gevechten in Mesopotamië en Palestina. De gouden Medaille van de Orde van de Eer werd alleen aan Ottomaanse soldaten toegekend. Toch schijnen uitzonderingen te zijn gemaakt; de Duitse Generaal Friedrich Kress von Kressenstein droeg de medaille in Goud met de Zwaarden.
Omdat er zoveel Duitse dragers waren en de medailles van slechte kwaliteit waren werden zij in Wenen en Berlijn nagemaakt. Deze zorgvuldiger gefabriceerde medailles dragen soms wél een soms niet de voorgeschreven gesp. Zij zijn kostbaarder dan de Turkse medailles.
De bekende jachtvlieger Manfred von Richthofen was een van de dragers van deze medaille.
De val van het sultanaat na de Eerste Wereldoorlog maakte een einde aan de orden en de medailles van het ooit zo machtige Ottomaanse Rijk.